# Honda Varadero 125cc
Honda Varadero 125 cc är den mindre versionen av motorcykeln Honda Varadero 1000cc. Honda Varadero 125cc började produceras 2001. 2007 kom det en ny version som hade en modernare design, elektronisk insprutning, tydligare instrumentbräda och ny placering av backspeglarna. 2007 såldes modellen under 1 år i Sverige men försäljningen slutade sedan man kommit fram till att den var för dyr för att sälja på den svenska marknaden, men i Frankrike blev den vald till årets motorcykel 2 år i rad.

## Fakta
- 125cc
- fyrtakt
- vattenkyld
- fem växlar
- skivbroms fram
- skivbroms bak
- bensindriven
- kedja